# Vladislav Larin
Vladislav Vladimirovič Larin (in russo Владислав Владимирович Ларин?; Petrozavodsk, 7 ottobre 1995) è un taekwondoka russo.

## Palmarès
- Giochi olimpici

Tokyo 2020: oro nei +80 kg.
- Mondiali

Čeljabinsk 2015: bronzo negli 87 kg.
Muju 2017: argento negli 87 kg.
Manchester 2019: oro negli 87 kg.
- Europei

Montreux 2016: oro negli 87 kg;
Kazan' 2018: oro negli 87 kg.
Sofia 2021: argento nei +87 kg.
- Giochi europei

Baku 2015: argento negli 87 kg.